# Androstoma
Androstoma, maleni biljni rod iz porodice vrjesovki smješten u tribus Styphelieae, dio potporodice Epacridoideae. Pripadaju mu dvije vrste, jedna sa Novog Zelanda i jedna sa Tasmanije

## Priznate vrste
1. Androstoma empetrifolium Hook.f.
2. Androstoma verticillatum (Hook.f.) Quinn